# Macdunnoughia tetragona
Macdunnoughia tetragona là một loài bướm đêm trong họ Noctuidae.